# Piedra del Cocuy

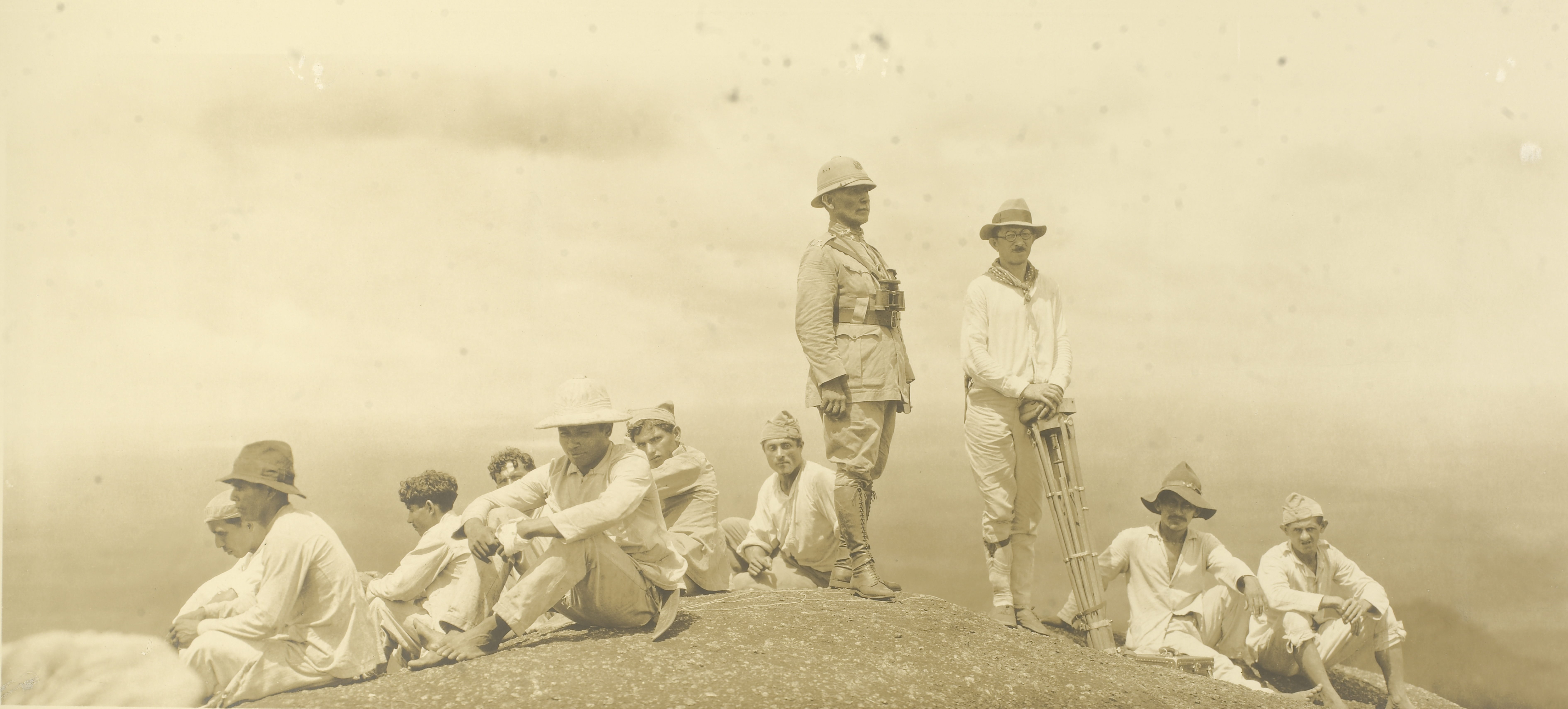
Cândido Rondon militair en ontdekkingsreiziger en zijn team op de top van Piedra del Cocuy. Uitgifte van de Border Inspection Commission (1929-1930).

Piedra del Cocuy is een berg van het type inselberg gesitueerd in de gemeente Río Negro in de Venezolaanse staat Amazonas. De berg ligt in het gebied van het Amazonebekken en het Orinocobekken. Piedra del Cocuy is een inselberg bestaande uit stollingsgesteente uit het Precambrium. De berg steekt 300 meter uit boven het terrein en heeft een hoogte van 400 meter boven zeeniveau.
Ten westen van de berg bevindt zich op zo'n 3 kilometer afstand het drielandenpunt van Venezuela, Brazilië en Colombia.